# Гемон (сын Креонта)
Гемон (др.-греч. Αἴμων «кровавый») — персонаж древнегреческой мифологии. Сын фиванского царя Креонта. По версии эпоса, погиб последним из пытавшихся разгадать загадку Сфинкса. Его невестой была Антигона. В поэме Стация «Фиваида» убивает 6 врагов.
Согласно Софоклу, покончил с собой, заколовшись после смерти Антигоны. По версии трагедии Еврипида «Антигона», когда Креонт поручил ему убить Антигону, он спас её, поручив пастухам. Их сын Меон, когда вырос, пришёл в Фивы на игры, а Креонт узнал его. Геракл просил за Гемона, но безуспешно, и Гемон убил себя и Антигону. По версии, возлюбленный Геракла.
Действующее лицо трагедий Софокла («Антигона») и Еврипида («Антигона»).